# Scatopsciara ventrospinula
Scatopsciara ventrospinula is een muggensoort uit de familie van de rouwmuggen (Sciaridae). De wetenschappelijke naam van de soort is voor het eerst geldig gepubliceerd in 1983 door Mohrig & Mamaev.